# Château de Bailleul-sur-Thérain
Le château de Bailleul-sur-Thérain se situe dans le village du même nom, dans le département de l'Oise, en France. Le château fait l’objet d’une inscription au titre des monuments historiques depuis le 19 avril 1961. Les parties protégées sont les façades et les toitures du château et des communs, ainsi que la grille d'entrée.

## Histoire
Un premier fort, appelé «Fort de Barbanson» était connu dès le IXe siècle. En 1212, la «Maison forte» de Bailleul, érigée en 1202, a été assiégée par les hommes d'armes de Philippe de Dreux, évêque de Beauvais, petit-fils du roi Louis VI le gros. Le siège dura 13 jours. La "Maison forte" aurait reçu la visite de Louis IX (Saint-Louis) et de sa mère Blanche de Castille. L'actuel château, grande et belle demeure seigneuriale, a été construit en 1724. Des parties du long corps principal du château de Bailleul et des communs (sauf la poterne) sont inscrites sur la liste des monuments historiques. Les tours qui forment la poterne sont des imitations probables des tours du XVe siècle du château de Langeais, au bord de la Loire. 
De 1819 à 1837, le château a abrité le Petit Séminaire africain fondé par la Révérende mère Anne-Marie Javouhey.
Durant près de neuf siècles, cinq familles seulement possédèrent le château dont, en dernier, l'illustre famille des marquis de Gaudechart, famille maintenant éteinte. Le 11 février 2012, un incendie a embrasé la toiture,.